# تماس تلفنی راه‌دور

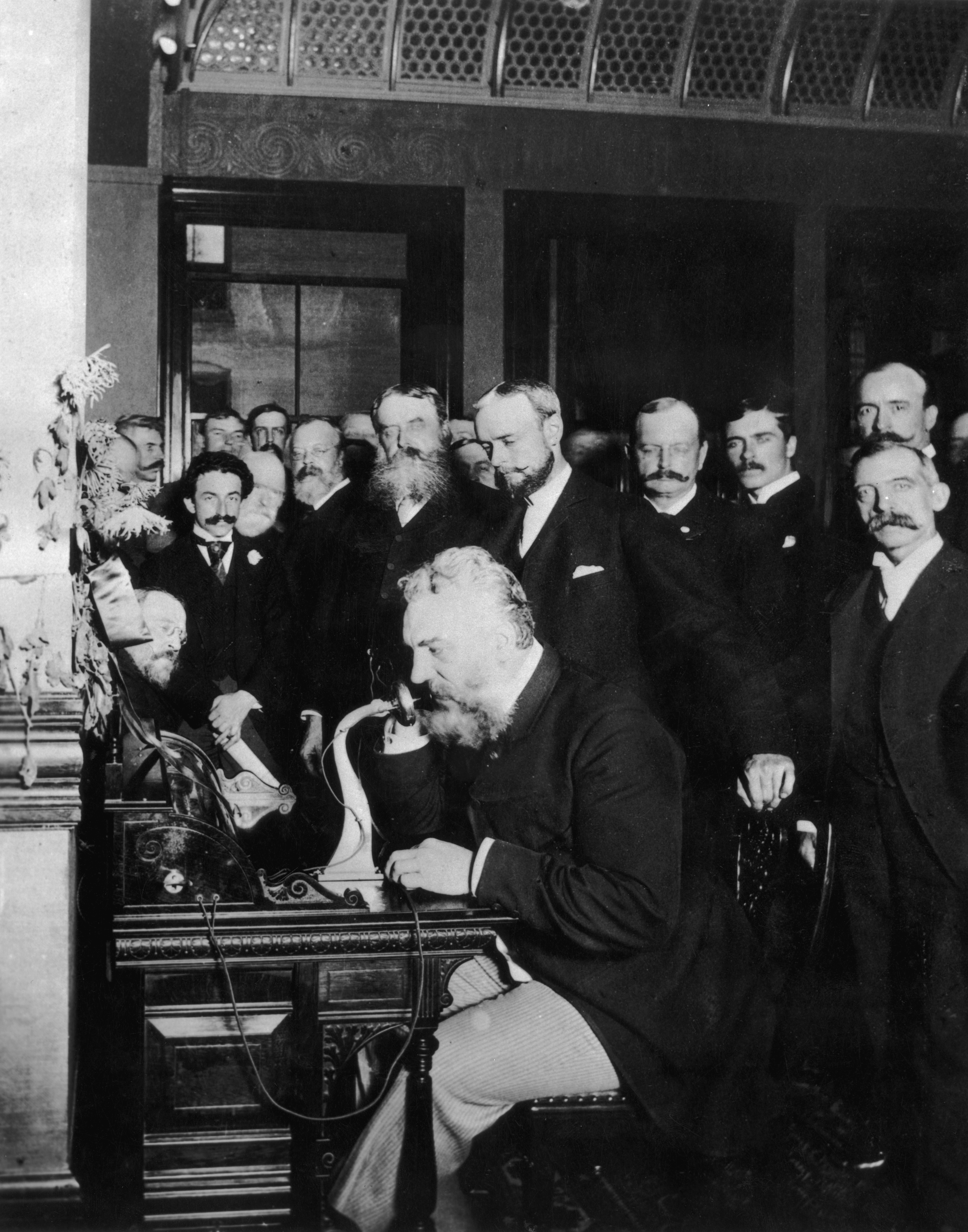
الکساندر گراهامبل در طی تماس تلفنی راه‌دور

تماس تلفنی راه‌دور، (به انگلیسی: Long-distance calling) در مخابرات و ارتباطات، به یک تماس تلفنی یا ترانک، گفته می‌شود، که با نقطه‌ای خارج از منطقه محلی تعریف شده، (به‌عنوان مثال خارج از شهر) انجام گرفته شود. این تماس‌ها به‌طور معمول، در هر دقیقه هزینه‌ای بالاتر از نرخ مکالمات محلی را دارا می‌باشند.
تماس تلفنی راه دور مستقیم، نخستین بار در سال ۱۹۵۱ امکانپذیر شد، که شهروندان معمولی نیز امکان تماس مستقیم با شماره تلفنی در شهری دیگر را پیدا کردند. پیش از آن این تماس‌ها، از طریق اپراتورهای شرکت‌های تلفن منطقه‌ای انجام می‌شد، که بسیار وقت‌گیر بود و به‌دلیل استفاده از تعداد اپراتورهای زیاد، هزینه اینگونه تماس‌ها نیز بسیار بالا بود. 
در اواخر قرن بیستم که این سیستم‌ها کاملاً تغییر پیدا کرد و تکنولوژی جدید مخابراتی جایگزین آن شد، هزینه تماس‌های بین‌المللی نیز بسیار پایین آمد، ولی از آنجایی‌که مخابرات توسط دولت‌ها اداره می‌شد، این هزینه‌ها به صورت مصنوعی بالا نگهداشته شد که از این طریق سود بالایی نصیب دولت‌ها می‌گردید، ولی با ورود شرکت‌های مخابراتی کشورهای توسعه یافته، به بازار بین‌المللی و رقابت شدید بین آنها، این قیمت‌ها بتدریج شکسته شد. گرچه در برخی از کشورها همچون ایران، مخابرات هنوز توسط دولت اداره می‌شود و متقابلأ نرخ تماس‌های بین‌شهری و بین‌المللی، هنوز هم به‌طور مصنوعی بالا نگهداشته می‌شود، که سود زیادی را نیز نصیب شرکت‌های مخابراتی دولتی و نیمه‌دولتی، می‌نماید.